# J.J.C. Böckling

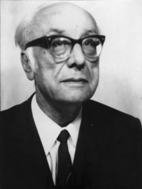
J.J.C. Böckling

 Johannes Jacobus Cornelis Böckling (Zierikzee, 10 januari 1900 – Haaksbergen, 13 januari 1982) was een schoolhoofd en auteur van schoolboeken, jeugdliteratuur en teksten voor amateurtoneel door volwassenen die alle uitdrukking gaven aan het dan geldende katholieke wereldbeeld.

## Onderwijzer/schoolhoofd
Böckling werd op 10 januari 1900 geboren in Zierikzee. Hij verhuisde als kind naar Delft en ging als 14-jarige naar de rooms-katholieke kweekschool te Beverwijk. Op zijn achttiende was hij onderwijzer en vanaf 1929 hoofd van de St. Bonifaciusschool in Alphen aan den Rijn en vanaf 1943 van de St. Alfonsusschool in Enschede. Het waren ‘volks lagere scholen’ met zes klassen, de tegenwoordige groepen 3 tot en met 8, die voorbereidden op lager beroepsonderwijs. Voor kinderen die geschikt waren voor de MULO of het lyceum, had de St. Alfonsusschool een aparte gecombineerde vijfde en zesde klas: de zogenaamde ‘opleiding’. Böckling had als schoolhoofd die klas.
Ook buiten de school zette hij zich in voor de ontwikkeling van kinderen en van volwassenen.

## Schrijver
Böckling was 24 toen de eerste van zijn jeugdboeken uitkwamen. Het laatste daarvan – een roman voor de rijpere jeugd – verscheen toen hij 54 was. Tussen zijn 35ste en zijn 40ste schreef hij enkele stukken voor amateur toneelgezelschappen. Vanaf zijn 50ste legde hij zich toe op het schrijven van schoolboeken, vooral voor de vakken Nederlands en geschiedenis. Al zijn werk paart vormende aan onderhoudende componenten.
Jeugdliteratuur: De jeugdboeken vertellen over belevenissen en avonturen van jonge mensen. Alle boeken spelen in rooms-katholieke kring.
- Arnold Duivemans. De Spaarnestad Haarlem 1924. No 3 Maandbibliotheek voor de Katholieke Jeugd. Een openhartige en ondernemende jongen brengt de oom en tante waarbij hij na de dood van zijn moeder woont, door zijn avonturen tot vertwijfeling. Intussen vergaat op de oceaan het schip waarvan zijn vader de kapitein is. Die overleeft de ramp dankzij de H. Jozef, de patroon van een zalige dood. De katholieke school: ‘We kunnen ‘t, ook om de gezonde Roomsche sfeer, zeer aanbevelen’.
- De avonturen van twee jongens. 1924. De Spaarnestad. Twee vrienden van 16 en 18 jaar worden scheepsjongens op een oceaanstomer, maken veel spannends mee, waaronder een schipbreuk en zelfs menseneters. Een missionaris leert hun weer samen het avondgebed te bidden, de H. Mis bij te wonen, te biechten en hun bewaarengel om bescherming te vragen. De Katholieke school: ‘Op ongezochte manier weet de schrijver het godsdienstig element in ’t verhaal in te vlechten’.
- De heikneuters, 1927. Verschenen bij De Spaarnestad als deel No. 22 van de Maand-Bibliotheek voor de Katholieke Jeugd. Jongensboek over een boerengezin dat na misoogsten de pachtboerderij moet verlaten, op de hei een hut bouwt en er een nieuw bestaan begint. Ze maken spannende en mooie dingen mee, maar ook de dood van het jongste kind, ‘een kleuter die nu in de hemel bij Jezus speelt’. Ondanks Gods beproevingen houden zij moed en vertrouwen op Zijn goedheid. Zij krijgen hulp van hun beschermengel waardoor de Duivel die probeert opstandige gevoelens aan te wakkeren, ‘gillend en knarsetandend naar de brandende hel terug vliedt’.
- De ridder van den Eikenhorst. 1929. Dit boek werd bekroond in de prijsvraag uitgeschreven voor R.K. Jeugdlectuur door het R.K. Centraal Bureau voor Lectuur te Amsterdam. De zoon van een rooms-katholieke adellijke familie wordt priester en gaat als missionaris naar de tropen om daar melaatsen te verzorgen. Hij keert besmet naar huis terug om daar te sterven.
- De jeugdjaren van Peet Jansen. G.B. van Goor den Haag 1933. De Residentiebode stelde dit boek op hetzelfde niveau als ‘Boefje’ van Brusse. Niet alleen vanwege ‘den inhoud van het verhaal maar ook en vooral de kwaliteit van den stijl en niet minder de rake psychologische typering van het straatjongens-leven’.
- Cel 36. L.C.G. Malmberg den Bosch 1935. In de woelige jaren dertig zet aan een rooms-katholieke HBS een jongen enkele zwakke medescholieren door omkoping en intimidatie ertoe aan om in het geheim zijn ordeverstorende en gezagsondermijnende opdrachten uit te voeren. Ouders van andere leerlingen spreken over onderlinge liefde en verbroedering tussen armen en rijken, over respect voor geloof, kerk, gezag en koningshuis en stellen die tegenover de klassenstrijd van de SDAP. Enkele jongens ontmaskeren samen met een leraar ‘cel 36’. Het boek is voorzien van het embleem van de Keuringsraad voor Katholieke Jeugdlectuur.
- Het kan verkeren. De Tijd 11-12-1948: over ‘een bohemienachtig gezin waarin altijd die prachtige sfeer heerst, die alleen in goede grote gezinnen te vinden is’. Er wordt gekibbeld, gelachen, geholpen, en op zijn tijd gebeden en over geloof gepraat.

Amateurtoneel: In de toneelstukken komen menselijke waarden aan de orde en wisselen ernstige, blijmoedige en soms ook spannende scènes elkaar af.
- De droom van meneer Scrooge naar Ch. Dickens’ ‘A Christmas Carol’. Toneelspel in drie bedrijven en een voorspel. Uitgave: W.J. van Breemen 1935. Aan de bewerkte dialogen uit de Carol zijn een aantal scènes en enkele bijrollen toegevoegd. Deze accentueren de bekrompen zelfzucht van Scrooge en zijn ommekeer tot naasten lievend mens. In het voorwoord stelt P. Balledux, directeur en artistiek leider der Vereenigde Haagsche Spelers: ‘De dialoog is goed. Een dilettanten-vereeniging met goede krachten zal hieraan een groot succes kunnen beleven’. De Nieuwe Zuid-Hollander schrijft: ‘De “Christmas Carol” omgetoverd in een Roomsch toneel’.
- Grote verwachtingen naar Charles Dickens’ ‘Great Expectations’. Toneelspel in drie bedrijven. Uitgave: W.J. van Breemen 1937. De levensloop van een dorpse smidsjongen die dankzij een onbekende weldoener aan zijn eenvoudige milieu kan ontsnappen. De toneelbewerking plaatst na het eerste bedrijf elementen van de roman over naar een geheel eigen verhaallijn. Daarin merkt de jongen dat zijn studentenvriendschappen en zijn eigen leefpatroon slechts berusten op het gekregen geld. Hij gaat daarom terug naar zijn dorp en vindt daar als smid en bij zijn buurmeisje het echte geluk.
- Er waren twee koningskind’ren. Oranjespel in tableaux met verbindende tekst door J.J.C. Böckling. Vervaardigd ter gelegenheid van het huwelijk van H.K.H. prinses Juliana en Z.D.H. Bernard. Uitgave Z.J. Koning Gz. Oostwold (Oldambt): ‘het in de dagen van het vorstelijk huwelijk alom in den lande opgevoerde Oranjespel’ (De Rijnbode 17 januari 1938); De levensloop van Prinses Juliana vanaf haar geboorte in 1909 tot haar huwelijk in 1937 in twaalf tableaux, verbonden door een Zegger. Deze moet volgens de Aanwijzingen ‘op waardige, verheven toon spreken, zijn stem doen overgaan tot hier en daar uit-zingen’. Hij moet ‘begeesteren’. Het spel vertolkt de liefde en trouw van het Nederlandse volk voor het Huis van Oranje.
- Oranje-bloei. Oranjespel in taferelen met verbindende tekst. Vervaardigd ter gelegenheid van de geboorte van Beatrix. Uitgave Z.J.Koning Gzn. Uit het voorwoord: ‘Dit spel wil twee gedachten oproepen: een even diep doordenken over het Moederschap; een goed inzien, dat het Moederschap in het Huis Oranje de voortzetting is van onze monarchie’.
- Wilhelma van Nassouwe bij het 40-jarig jubileum van koningin Wilhelmina. Uitgave: Z.J.Koning Gzn. Het spel benadrukt de betekenis van nationale eenheid, van de bindende kracht van het Huis van Oranje en de dankbaarheid van het Nederlandse volk jegens koningin Wilhelmina. Het bood door bijdragen van zang-, turn-, toneelvereniging, padvinders, kinderkoor en fanfare aan de toenmalige hechte samenleving de mogelijkheid om een gezamenlijk oranjespel op te voeren.

Schoolboeken:
Toen Böckling ruim dertig jaar ervaring had als onderwijzer en als auteur, begon hij met het schrijven van lesmethoden voor Nederlands en geschiedenis.
- De leesboekjes:
  - De deeltjes Lente voor de vierde en Winter voor de zesde klas in de serie Van wijde verten voor de Katholieke Lagere School. St.-Gregoriushuis Utrecht. De leesboekjes bevatten lessen over uiteenlopende onderwerpen, waaronder godsdienst. Voor klas vier is dat de Zoete Lieve Vrouw van den Bosch, voor klas zes zijn dat De geschiedenis van O.L. Vrouw van Renkum, de Stille omgang van Amsterdam en Ave maris stella.
  - In de lange lindelaan. De Spaarnestad. In deze serie voor de klassen 3 t/m 6 de deeltjes Een rumoerig stel, Wie? Wat? Waar?, De vreemde postzegel en Interpol slaat toe. Het voorwoord bij de onderwijzersboekjes van deze serie schrijft: ‘In deze leesserie wordt getracht het vak lezen in organisch verband met luisteren, spreken, stellen en schrijven te brengen’. Het onderwijzersboek voor elke klas geet bij iedere leesles ‘suggesties voor technisch, verklarend en begrijpend lezen en bordoefeningen.’ Annemiek Böckling – dochter van J.J.C. Böckling – schreef voor klas 1 en 2 de deeltjes ‘Drie kinderen en een hond’ en ‘De tweeling’.
- De lesboekjes:
  - De Kinderkruistocht. W.J. van Breemen Delft circa 1937. De uitgever: ‘De schrijver heeft systematisch uitgewerkt: de wijze waarop de schooljeugd kan worden ingeschakeld in de Katholieke actie “Voor God”.’ Het boekje draagt bij aan ‘een geweldige versterking aan het leger van kleine kruisridders; Frater Rombouts schreef een warm aanbevelend voorwoord; De uitgave is kerkelijk goedgekeurd en heeft de enthousiaste medewerking van het Comité van Katholieke actie “Voor God”.’
  - Met de hoed in de hand. Boek voor iedereen die wil weten hoe het hoort. L.G.C. Malmberg. 48 leeslesjes over wellevendheid waarin de toepassing in alledaagse situaties beschreven wordt ‘gebaseerd op ‘t systeem der zelfwerkzaamheid en als uitgangspunt voor een gesprek in de klas. Er moeten meningen en conclusies tevoorschijn komen. Er kan zelfs geacteerd worden.’ Drie lessen gaan over het gedrag en het bidden tijdens de (bij voorkeur) dagelijkse kerkgang. Ook in andere lessen spelen kerk, geloof en katholieke gebruiken een vanzelfsprekende rol en is beleefdheid een vorm van naastenliefde.
  - Goed spoor!.. beroepenleesboekje voor jongens Parcival Breda. Idem ...voor meisjes. In het voorwoord stelt de redactiecommissie: ‘Dit werkje wil een eerste begin maken met de zo noodzakelijke beroepenvoorlichting op onze lagere scholen’. De commissie heeft ruim 25 beroepen uitgekozen die bereikt kunnen worden na VGLO, LTS, ULO of VHMO. Zij heeft ‘de bekende schrijver J.J.C. Bőckling’ bereid gevonden hierbij leeslesjes te maken. Deze bevatten informatie over werkinhoud, werkomstandigheden, opleiding en ook de wenselijke lichamelijke eigenschappen. De teksten vragen veel aandacht voor de karaktertrekken die voor een goede taakvervulling nodig zijn. In de tweede druk zijn enkele beroepen vervangen. Tot de toegevoegde hoort roeping tot priester of tot broeder/frater. Het katholieke karakter van het boekje komt ook in andere leeslesjes naar voren.
- De lesmethoden, beide met boekjes voor leerlingen en boeken met didactische aanwijzingen en suggesties voor leerkrachten:
  - De levende taal. Taalmethode voor de katholieke lagere school, St.-Gregoriushuis 1951. Lesboekjes voor alle leerjaren van de volksschool en afzonderlijke boekjes voor de laatste klassen voor leerlingen die na de lagere school zullen doorstuderen. De Algemene Handleiding beschrijft hoe ‘deze vernieuwende taalmethode uitgaat van de levende taal. Daarom zijn de lesjes en oefeningen bijna alle in kinderlijke vertelvorm terwijl ze handelen over dingen uit het kinderleven. Er wordt regelmatig gebruikgemaakt van fragmenten uit goede Nederlandse en vertaalde wereldjeugdboeken’, maar ook van versjes en gebedjes. De Beknopte Handleiding bij elk leerjaar 'duidt aan hoe de verschillende lestypen moeten worden behandeld’.
  - Mijn land, mijn volk. Volledige methode voor de vaderlandse geschiedenis op de katholieke lagere school, St.-Gregoriushuis 1954/55. De uitgever schrijft: ‘De nieuwe methode is gebaseerd op het beginselrapport van K.O.V. en IIIe Hoofdinspectie. Hij omvat een voorbereidende cursus voor de 4e klas, volledige geschiedenis, biografisch rond hoofdfiguren voor klas 5, en voor klas 6 chronologisch volgens tijdperken. Bij elk van de lessen zijn in het Werkboek voor de kinderen een korte samenvatting en enkele opdrachten opgenomen en in Vertellingen een boeiend verhaal. De hele methode is afgestemd op wat kinderen interesseert en wat ze moeten weten voor enig historisch inzicht.’

## Maatschappelijk actief
De maatschappelijke activiteiten van Böckling richtten zich op ontspanning, vorming en ondersteuning met name in katholieke kring.
In Alphen was hij oprichter van een rooms-katholieke sportvereniging en van de Katholieke Kunstkring, medewerker van het rooms-katholiek weekblad De Rijngids, speler bij de parochiële toneelvereniging en zanger bij het kerkkoor, lid van de Sint-Vincentiusvereniging en van het Comité voor Katholieke Actie. Hij gaf lezingen over opvoeding, ‘gezag in school en gezin’ en ‘goede lectuur voor onze RK kinderen’.
In Enschede was hij voorzitter van de onderwijzersvereniging Sint Lebuïnus, lid van de landelijke hoofdraad van de Sint-Vincentiusvereniging en bestuurslid van de stichting Katholieke Centrale Vereniging voor Lectuurvoorziening (K.C.V.L.) in Overijssel. Hij beoordeelde voor de stichting IDIL boeken op hun geschiktheid en schreef er samenvattingen bij.
Voor deze en andere activiteiten werd hem bij zijn pensionering de pauselijke onderscheiding Pro Ecclesia toegekend.

## Externe bronnen
- Voor bibliografische gegevens van Böcklings jeugd- en schoolboeken en van de bibliotheken waar deze aanwezig zijn, zie WorldCat
- De toneeltekst van De droom van mijnheer Scrooge is verkrijgbaar via Toneeluitgeverij Vink b.v.
- Recensie uitvoering De droom van mijnheer Scrooge: De Rijnbode van 17 januari 1936[dode link]
- Aankondiging Oranje bloei: De Rijnbode van 17 januari 1938[dode link]
- Recensie uitvoering Wilhelma van Nassouwe: De Rijnbode van 2 september 1938
- Vertrek uit Alphen De Rijnbode van 25 november 1942

- International Standard Name Identifier: 0000 0003 8803 5779
- Nederlandse Thesaurus van Auteursnamen: 072185392
- Virtual International Authority File: 281132075
- WorldCat: E39PBJfxbXv6Pm8Jhwjb98tqcP